# Ayoó de Vidriales
Ayoó de Vidriales es un municipio y lugar español de la provincia de Zamora, en la comunidad autónoma de Castilla y León. Cuenta con una población de 274 habitantes (INE 2024).

## Geografía
En el término municipal se encuentran las localidades de Ayoó de Vidriales, Carracedo de Vidriales y Congosta. Se encuentra a una altitud de 840 m y sus habitantes se llaman ayoínos.

## Historia
Los primeros habitantes en el espacio que ocupa Ayoó fue un asentamiento de cazadores-recolectores previo a la dominación árabe, que posteriormente quedó despoblado. Así, la actual localidad habría nacido con la instalación de una comunidad de monjes sobre este antiguo asentamiento, donde construyeron un monasterio masculino. Éste, denominado de Agio o Ageo, de cuyo nombre deriva la palabra Ayoó que da nombre al pueblo, existía ya a finales del siglo IX.
A lo largo del siglo XII, el monasterio original debió ser abandonado, ya que en 1154 el rey Alfonso VII de León hizo entrega al abad don Suero del monasterio de Ageo para que estableciese allí un convento bajo la orden de San Benito. En 1156 este mismo Suero, siendo ya obispo de Coria, donaba a Pedro Pérez, monje y diácono, el monasterio de Ageo que había recibido del monarca leonés con la condición de establecer una comunidad bajo la regla de San Benito.
Entonces, el monasterio se convirtió en uno de los prioratos del monasterio de San Martín de Castañeda, si bien en la segunda mitad del siglo XII Ayoó pasó a depender de la Orden del Temple, ya que el Tumbo de Castañeda se recoge un pleito ante el Papa en que se reclama la restitución de Ayó en Val de Bedriales, la cual fue desestimada: «Por los años de 1182 el Papa Luzio tercero mandó a los Caballeros templarios buelban a este monasterio el lugar de Rivadelago y el de Ayó en Val de Bedriales que tenían tomados, y si no lo hiziesen comparezacan en juizio ante el obispo de Zamora, o de Astorga, o arzediano de León. Está sellado este instrumento con sello de plomo pendiente de un cordón de hilo, y en su cajón número 58. Empieza Luçius episcopus, etc.» De este modo, el monasterio de Ayoó se mantuvo bajo el control templario hasta inicios del siglo XIV, cuando fue disuelta dicha Orden por mandato papal. Así, Ayoó pasó a depender de la corona hasta 1371, año en que Enrique II lo cedió a Pérez de Valderrábano. En 1504, no obstante, Ayoó pasó a manos de Francisco Enríquez, mediante carta real otorgada por los Reyes Católicos, quedando desde entonces y hasta el siglo XIX bajo control del marqués de Alcañices.
Por otro lado, durante la Edad Moderna, tanto Ayoó como sus pedanías estuvieron integrados en la provincia de León, tal y como recoge en el siglo XVIII Tomás López en Mapa geográfico de una parte de la Provincia de León. No obstante, al reestructurarse las provincias y crearse las actuales en 1833, el municipio de Ayoó pasó a formar parte de la provincia de Zamora, conservando su adscripción regional al Reino de León, la cual, como todas las regiones españolas de la época, carecía de competencias administrativas, siendo adscrito en 1834 al partido judicial de Benavente. En torno a 1850, el municipio de Ayoó de Vidriales tomó su actual extensión territorial, al integrar en su término las localidades de Congosta y Carracedo de Vidriales.
Tras la constitución de 1978, Ayoó pasó a formar parte en 1983 de la comunidad autónoma de Castilla y León, en tanto municipio integrado en la provincia de Zamora.

## Geografía humana

### Demografía
Cuenta con una población de 274 habitantes (INE 2024).
| Gráfica de evolución demográfica de Ayoó de Vidriales entre 1842 y 2021 |
| |
| Población de derecho según los censos de población del INE Población de hecho según los censos de población del INEEn estos censos se denominaba Ayoó: 1842, 1857 y 1860 Entre el censo de 1857 y el anterior, crece el término del municipio porque incorpora a 495027 (Carracedo) y 495040 (Congosta) |

| Núcleo de población | Población (INE, 2020) |
| ------------------- | --------------------- |
| Ayoó de Vidriales   | 193                   |
| Congosta            | 64                    |
| Carracedo           | 32                    |

### Economía
Pertenece a la indicación geográfica, con derecho a la mención vino de calidad, de Valles de Benavente.

## Administración y gobierno

### Elecciones municipales
| Partido político                         | 2003  | 2003  | 2003       | 2007  | 2007  | 2007       | 2011  | 2011  | 2011       | 2015  | 2015  | 2015       |
| Partido político                         | %     | Votos | Concejales | %     | Votos | Concejales | %     | Votos | Concejales | %     | Votos | Concejales |
| Partido Socialista Obrero Español (PSOE) | 28,13 | 101   | 2          | 27,24 | 88    | 2          | 41,89 | 124   | 3          | 56,51 | 165   | 4          |
| Partido Popular (PP)                     | 26,74 | 96    | 2          | 42,41 | 137   | 3          | 29,73 | 88    | 2          | 40,07 | 117   | 3          |
| Unión del Pueblo Leonés (UPL)            | 42,34 | 152   | 3          | 28,79 | 93    | 2          | 25,68 | 76    | 2          | -     | -     | -          |

## Cultura

### Patrimonio

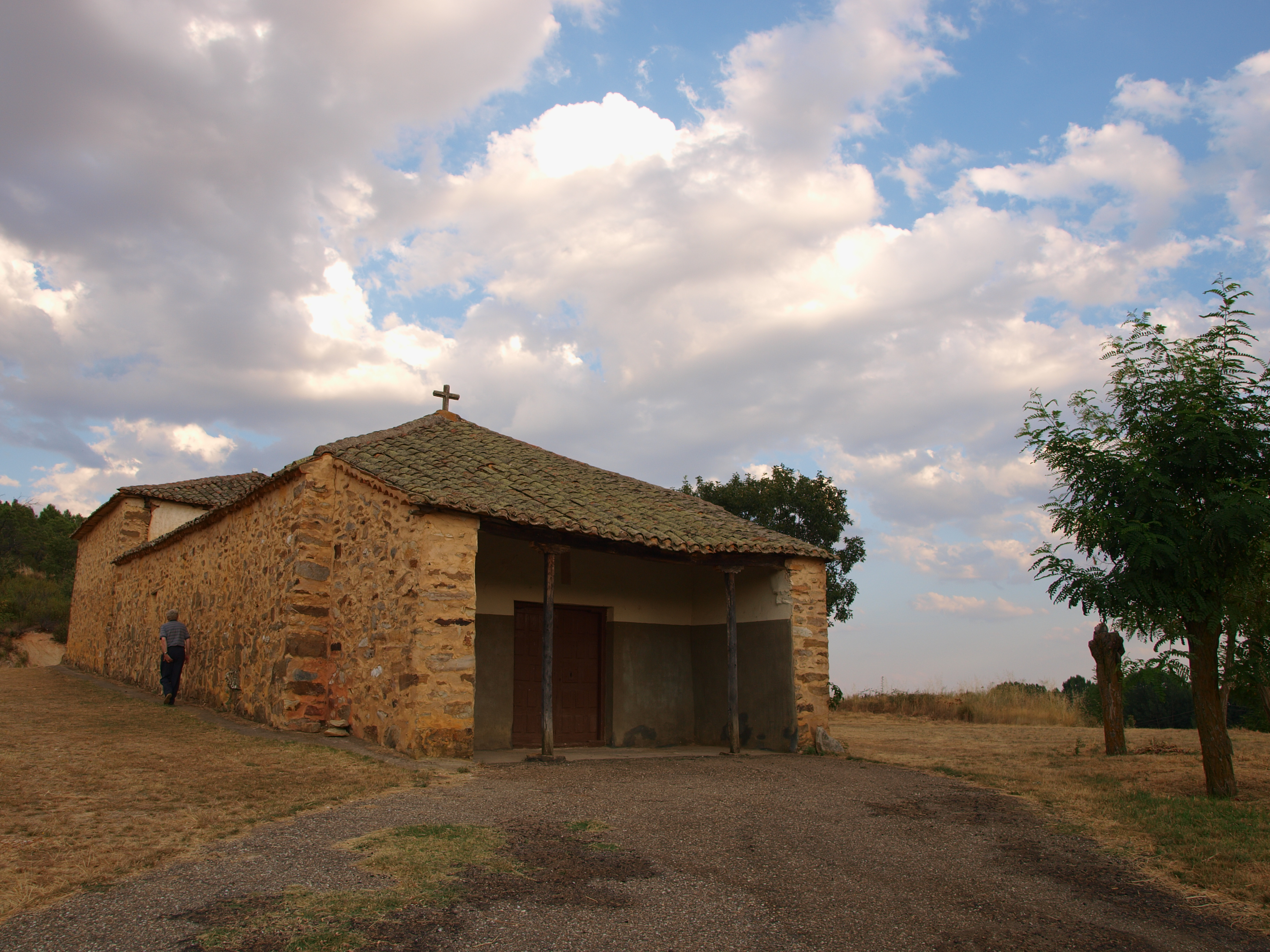
Ermita de San Mamés

- Iglesia de El Salvador. Se sitúa prácticamente aislada del núcleo de población, en su lado oriental, ante un frondoso espacio conocido como «huertas de la fuente». Presenta planta rectangular con una sola nave y cabecera con testero recto, de planta cuadrada. En su lado sur se adosa una pequeña sacristía construida, según la inscripción que reza en el dintel de su ventana, en el siglo XVIII. En los pies se sitúa una llamativa espadaña o torre de campanas, a la que se accede por una escalera que crea un amplio arco apuntado, a modo de arbotante, bajo el que discurre una calle.
- Torreón o castillo de Ayoó. Se trata de una torre fuerte tardogótica
- Ermita de San Mamés.
- Iglesia de San Miguel (Carracedo de Vidriales). Se sitúa en la pedanía de Carracedo de Vidriales.
- Iglesia de San Martín (Congosta de Vidriales). Se ubica en la pedanía de Congosta de Vidriales.
- Ermita de Nuestra Señora del Rosario (Congosta de Vidriales). Se ubica en la pedanía de Congosta de Vidriales.
- Embalse de Ayoó. Popularmente conocido como de Requeijo, fue construido en 1975 surtiéndose de las aguas del río Fuente Mildeos.
- Presa de Congosta. Fue construida en 1978 en el curso del arroyo Pequeñino.

### Fiestas

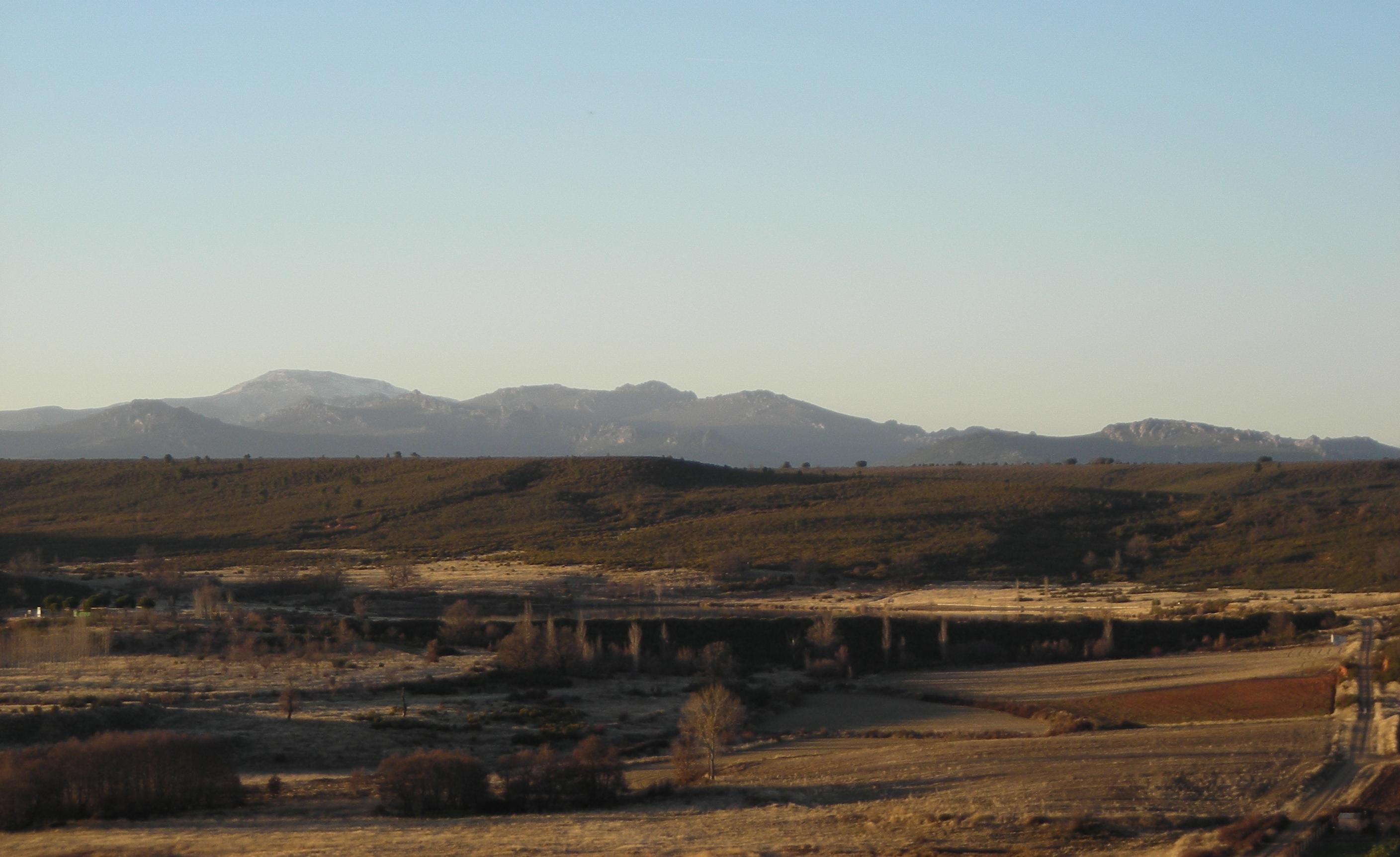
Embalse de Requejo en Ayoó de Vidriales

Las fiestas son el 6 y 7 de agosto, cuando se celebra El Salvador, patrón del pueblo y al día siguiente, San Mamés, con procesión desde el pueblo hasta la ermita dedicada al santo. La fiesta principal se celebra el 24 de agosto, San Bartolomé (conocido popularmente como san Bartolo) y se celebra dos días antes la fiesta de las Peñas del pueblo, la víspera, con la merienda que el Coto de los cazadores ofrece al pueblo en la zona de merienda de la presa de Requeijo, el día de la fiesta grande el 24 y el día siguiente, conocido como San Bartolín.